# Екс Очис (Фрозиноне)
Екс Очис је насеље у Италији у округу Фрозиноне, региону Лацио.
Према процени из 2011. у насељу је живело 1 становника. Насеље се налази на надморској висини од 118 м.